# Mount Amherst
Mount Amherst är ett berg i Antarktis. Det ligger i den centrala delen av kontinenten. Nya Zeeland gör anspråk på området. Toppen på Mount Amherst är 2 400 meter över havet.
Terrängen runt Mount Amherst är huvudsakligen kuperad, men åt nordost är den platt. Trakten är obefolkad. Det finns inga samhällen i närheten. 